# Capixaba (Acre)
Capixaba es un municipio de Brasil, situado en el sudeste del estado de Acre. Su población es 7.403 habitantes y su superficie de 1.713 km² (4,32 h/km²).
Limita al norte y al nordeste con el municipio de Rio Branco, al sur con Bolivia, al este con el municipio de Plácido de Castro y Bolivia y al oeste con el municipio de Xapuri. A 4 km al sur se encuentra la comunidad de Mapajo, ubicada en el departamento de Pando en Bolivia.